# Estación de la calle 14 (IRT Sixth Avenue Line)
14th Street  fue una estación en la desaparecida línea IRT Sixth Avenue en Manhattan, Nueva York. Tenía dos vías y dos andenes laterales, y servía a los trenes de la línea IRT Sixth Avenue. La estación se inauguró el 5 de junio de 1878 y fue diseñada por el famoso pintor de la Escuela del río Hudson, Jasper Francis Cropsey, un arquitecto capacitado. A partir de 1907,  tenía una conexión con la estación de metro de la calle 14 del Ferrocarril Hudson y Manhattan. Cerró el 4 de diciembre de 1938. La siguiente parada en dirección sur era Eighth Street y la siguiente parada en dirección norte fue 18th Street. Dos años más tarde, la estación fue reemplazada por los andenes de la línea IND Sixth Avenue del complejo de estaciones de metro 14th Street/Sixth Avenue.